# Glomar-Challenger-Becken
Koordinaten: 77° 45′ S, 180° 0′ O
Das Glomar-Challenger-Becken ist ein Seebecken mit nordsüdlicher Ausrichtung am zentral-nördlichen Rand des Ross-Schelfeises im antarktischen Rossmeer.
Namensgeber der vom Advisory Committee on Undersea Features (ACUF) im Juni 1988 anerkannten Benennung ist das US-amerikanische Forschungsschiff Glomar Challenger.